# 남원 창덕암 삼층석탑
남원 창덕암 삼층석탑(南原 昌德庵 三層石塔)은 대한민국 전북특별자치도 남원시 산동면 창덕암에 있는 삼층석탑이다. 1984년 4월 1일 전북특별자치도의 문화재자료 제60호로 지정되었다.

## 참고 자료
- 창덕암삼층석탑 - 국가유산청 국가유산포털